# Ceto (Lombardei)
Ceto (im camunischen Dialekt Hét) ist eine italienische Gemeinde (comune) mit 1768 Einwohnern (Stand 31. Dezember 2023) in der Provinz Brescia, Lombardei.
Der Ort liegt etwa in der Mitte des Valcamonica. Die Nachbargemeinden sind Braone, Breno, Capo di Ponte, Cerveno, Cevo, Cimbergo, Daone (TN) und Ono San Pietro.
Es gibt in Ceto zwei katholische Pfarreien, die beide zum Bistum Brescia gehören: St. Andreas (Sant' Andrea Apostolo) in Ceto selbst und St. Gervasius und Protasius (Santi Gervasio e Protasio) in der Ortschaft Nadro.